# Bredene Koksijde Classic 2023
Bredene Koksijde Classic 2023 var den 20. udgave af det belgiske cykelløb Bredene Koksijde Classic. Det var 191,6 km langt og blev kørt den 17. marts 2023 med start i Bredene og mål i Koksijde i Vestflandern. Løbet var en del af UCI ProSeries 2023.  Løbet blev vundet af belgiske Gerben Thijssen fra Intermarché-Circus-Wanty.

## Resultat
| \| Samlede stilling \| Samlede stilling \| Samlede stilling \| Samlede stilling \| Samlede stilling \| \| Rytter \| Rytter \| Hold \| Tid \| \| \| ---------------- \| -------------------- \| ------------------------ \| ---------------- \| ---------------- \| \| 1. \| Gerben Thijssen \| Intermarché-Circus-Wanty \| 4t 17' 44" \| \| \| 2. \| Pascal Ackermann \| UAE Team Emirates \| + 0" \| \| \| 3. \| Sam Welsford \| Team DSM \| + 0" \| \| \| 4. \| Lionel Taminiaux \| Alpecin-Deceuninck \| + 0" \| \| \| 5. \| Jakub Mareczko \| Alpecin-Deceuninck \| + 0" \| \| \| 6. \| Rüdiger Selig \| Lotto Dstny \| + 0" \| \| \| 7. \| Sebastián Molano \| UAE Team Emirates \| + 0" \| \| \| 8. \| Sean Flynn \| Team DSM \| + 0" \| \| \| 9. \| Kristoffer Halvorsen \| Uno-X Pro Cycling Team \| + 0" \| \| \| 10. \| Edward Theuns \| Trek-Segafredo \| + 0" \| \| |                      |                          |            |
| |                      |                          |            |
| Kilder: ProCyclingStats Cycling Quotient Cycling Archives |                      |                          |            |
| Samlede stilling |                      |                          |            |
| Rytter | Rytter               | Hold                     | Tid        |
| 1. | Gerben Thijssen      | Intermarché-Circus-Wanty | 4t 17' 44" |
| 2. | Pascal Ackermann     | UAE Team Emirates        | + 0"       |
| 3. | Sam Welsford         | Team DSM                 | + 0"       |
| 4. | Lionel Taminiaux     | Alpecin-Deceuninck       | + 0"       |
| 5. | Jakub Mareczko       | Alpecin-Deceuninck       | + 0"       |
| 6. | Rüdiger Selig        | Lotto Dstny              | + 0"       |
| 7. | Sebastián Molano     | UAE Team Emirates        | + 0"       |
| 8. | Sean Flynn           | Team DSM                 | + 0"       |
| 9. | Kristoffer Halvorsen | Uno-X Pro Cycling Team   | + 0"       |
| 10. | Edward Theuns        | Trek-Segafredo           | + 0"       |

## Hold og ryttere
| UCI WorldTeams (7)- Alpecin-Deceuninck - Intermarché-Circus-Wanty - Soudal Quick-Step - Arkéa-Samsic - Team DSM - Trek-Segafredo - UAE Team Emirates UCI ProTeams (10)- Bingoal WB - Human Powered Health - Israel-Premier Tech - Lotto Dstny - Q36.5 Pro Cycling Team - Team Corratec - Team Flanders-Baloise - Team Novo Nordisk - TotalEnergies - Uno-X Pro Cycling Team UCI Kontinentalhold (3)- Volkerwessels Cycling Team - TDT-Unibet - Tarteletto-Isorex |
| |

### Danske ryttere
| Danske ryttere på startlisten |                      |                          |           |
| Rygnummer                     | Rytter               | Hold                     | Placering |
| 5                             | Mikkel Bjerg         | UAE Team Emirates        | 80        |
| 32                            | Julius Johansen      | Intermarché-Circus-Wanty | 79        |
| 62                            | Tobias Lund Andresen | Team DSM                 | 59        |
| 85                            | Louis Bendixen       | Uno-X Pro Cycling Team   | 85        |
| 114                           | Alexander Salby      | Bingoal WB               | DNF       |

* DNF = gennemførte ikke

### Startliste
| UAE Team Emirates UAD | UAE Team Emirates UAD      | UAE Team Emirates UAD |
| --------------------- | -------------------------- | --------------------- |
| Nr.                   | Rytter                     | Placering             |
| 1                     | Pascal Ackermann (GER)     | 2.                    |
| 2                     | Ivo Oliveira (POR)         | 67.                   |
| 3                     | Ryan Gibbons (RSA)         | 56.                   |
| 4                     | Sjoerd Bax (NED)           | 88.                   |
| 5                     | Mikkel Bjerg (DEN)         | 80.                   |
| 6                     | Vegard Stake Laengen (NOR) | 84.                   |
| 7                     | Sebastián Molano (COL)     | 7.                    |

| Soudal Quick-Step SOQ | Soudal Quick-Step SOQ        | Soudal Quick-Step SOQ |
| --------------------- | ---------------------------- | --------------------- |
| Nr.                   | Rytter                       | Placering             |
| 11                    | Tim Merlier (BEL) (landevej) | 22.                   |
| 12                    | Josef Černý (CZE)            | DNF                   |
| 13                    | Jannik Steimle (GER)         | 55.                   |
| 14                    | Martin Svrček (SVK)          | 45.                   |
| 15                    | Bert Van Lerberghe (BEL)     | 35.                   |
| 16                    | Stan Van Tricht (BEL)        | 44.                   |
| 17                    | Ethan Vernon (GBR)           | 33.                   |

| Alpecin-Deceuninck ADC | Alpecin-Deceuninck ADC  | Alpecin-Deceuninck ADC |
| ---------------------- | ----------------------- | ---------------------- |
| Nr.                    | Rytter                  | Placering              |
| 21                     | Ayco Bastiaens (BEL)    | 78.                    |
| 22                     | Lionel Taminiaux (BEL)  | 4.                     |
| 23                     | Jonas Rickaert (BEL)    | 90.                    |
| 24                     | Jakub Mareczko (ITA)    | 5.                     |
| 25                     | Edward Planckaert (BEL) | 73.                    |
| 26                     | Jensen Plowright (AUS)  | 28.                    |
| 27                     | Senne Leysen (BEL)      | DNF                    |

| Intermarché-Circus-Wanty ICW | Intermarché-Circus-Wanty ICW | Intermarché-Circus-Wanty ICW |
| ---------------------------- | ---------------------------- | ---------------------------- |
| Nr.                          | Rytter                       | Placering                    |
| 31                           | Dries De Pooter (BEL)        | 64.                          |
| 32                           | Julius Johansen (DEN)        | 79.                          |
| 33                           | Madis Mihkels (EST)          | DNS                          |
| 34                           | Laurenz Rex (BEL)            | 58.                          |
| 35                           | Baptiste Planckaert (BEL)    | 74.                          |
| 36                           | Gerben Thijssen (BEL)        | 1.                           |
| 37                           | Boy van Poppel (NED)         | 51.                          |

| Arkéa-Samsic ARK | Arkéa-Samsic ARK        | Arkéa-Samsic ARK |
| ---------------- | ----------------------- | ---------------- |
| Nr.              | Rytter                  | Placering        |
| 41               | Hugo Hofstetter (FRA)   | DNF              |
| 42               | Louis Barré (FRA)       | 72.              |
| 43               | Anthony Delaplace (FRA) | 49.              |
| 44               | David Dekker (NED)      | 21.              |
| 45               | Daniel McLay (GBR)      | 50.              |
| 46               | Łukasz Owsian (POL)     | 61.              |
| 47               | Andrij Ponomar (UKR)    | DNF              |

| Trek-Segafredo TFS | Trek-Segafredo TFS             | Trek-Segafredo TFS |
| ------------------ | ------------------------------ | ------------------ |
| Nr.                | Rytter                         | Placering          |
| 51                 | Marc Brustenga (ESP)           | DNF                |
| 52                 | Emīls Liepiņš (LAT) (landevej) | 53.                |
| 53                 | Thibau Nys (BEL)               | 62.                |
| 54                 | Edward Theuns (BEL)            | 10.                |
| 55                 | Mathias Vacek (CZE)            | 52.                |

| Team DSM DSM | Team DSM DSM               | Team DSM DSM |
| ------------ | -------------------------- | ------------ |
| Nr.          | Rytter                     | Placering    |
| 61           | Sam Welsford (AUS)         | 3.           |
| 62           | Tobias Lund Andresen (DEN) | 59.          |
| 63           | Patrick Eddy (AUS)         | 69.          |
| 64           | Leon Heinschke (GER)       | 71.          |
| 65           | Sean Flynn (GBR)           | 8.           |
| 66           | Tim Naberman (NED)         | 47.          |

| Lotto Dstny LTD | Lotto Dstny LTD           | Lotto Dstny LTD |
| --------------- | ------------------------- | --------------- |
| Nr.             | Rytter                    | Placering       |
| 71              | Victor Campenaerts (BEL)  | DNF             |
| 72              | Cedric Beullens (BEL)     | 23.             |
| 73              | Brent Van Moer (BEL)      | 54.             |
| 74              | Michael Schwarzmann (GER) | 70.             |
| 75              | Rüdiger Selig (GER)       | 6.              |
| 76              | Liam Slock (BEL)          | 41.             |
| 77              | Florian Vermeersch (BEL)  | DNF             |

| Uno-X Pro Cycling Team UXT | Uno-X Pro Cycling Team UXT   | Uno-X Pro Cycling Team UXT |
| -------------------------- | ---------------------------- | -------------------------- |
| Nr.                        | Rytter                       | Placering                  |
| 81                         | Fredrik Dversnes (NOR)       | 83.                        |
| 82                         | Stian Fredheim (NOR)         | 38.                        |
| 83                         | Tord Gudmestad (NOR)         | 46.                        |
| 84                         | Kristoffer Halvorsen (NOR)   | 9.                         |
| 85                         | Louis Bendixen (DEN)         | 85.                        |
| 87                         | Martin Bugge Urianstad (NOR) | 86.                        |

| Israel-Premier Tech IPT | Israel-Premier Tech IPT         | Israel-Premier Tech IPT |
| ----------------------- | ------------------------------- | ----------------------- |
| Nr.                     | Rytter                          | Placering               |
| 91                      | Guy Sagiv (ISR)                 | 43.                     |
| 92                      | Itamar Einhorn (ISR) (landevej) | 12.                     |
| 94                      | Riley Pickrell (CAN)            | 63.                     |
| 95                      | Jens Reynders (BEL)             | 37.                     |
| 96                      | Roi Weinberg (ISR)              | DNF                     |
| 97                      | Tom Van Asbroeck (BEL)          | 18.                     |

| TotalEnergies TEN | TotalEnergies TEN          | TotalEnergies TEN |
| ----------------- | -------------------------- | ----------------- |
| Nr.               | Rytter                     | Placering         |
| 101               | Edvald Boasson Hagen (NOR) | 17.               |
| 102               | Émilien Jeannière (FRA)    | 34.               |
| 103               | Lorrenzo Manzin (FRA)      | 82.               |
| 105               | Jason Tesson (FRA)         | DNF               |
| 106               | Dries Van Gestel (BEL)     | DNS               |
| 107               | Mattéo Vercher (FRA)       | 76.               |

| Bingoal WB BWB | Bingoal WB BWB                 | Bingoal WB BWB |
| -------------- | ------------------------------ | -------------- |
| Nr.            | Rytter                         | Placering      |
| 111            | Louis Blouwe (BEL)             | 29.            |
| 112            | Nathan Vandepitte (FRA)        | 13.            |
| 113            | Matteo Malucelli (ITA)         | 15.            |
| 114            | Alexander Salby (DEN)          | DNF            |
| 115            | Luca Van Boven (BEL)           | 30.            |
| 116            | Guillaume Van Keirsbulck (BEL) | DNF            |
| 117            | Karl Patrick Lauk (EST)        | 77.            |

| Team Flanders-Baloise TFB | Team Flanders-Baloise TFB | Team Flanders-Baloise TFB |
| ------------------------- | ------------------------- | ------------------------- |
| Nr.                       | Rytter                    | Placering                 |
| 121                       | Noah Vandenbranden (BEL)  | DNF                       |
| 122                       | Alex Colman (BEL)         | 24.                       |
| 123                       | Ruben Apers (BEL)         | 48.                       |
| 124                       | Tuur Dens (BEL)           | 89.                       |
| 125                       | Milan Fretin (BEL)        | DNF                       |
| 126                       | Aaron Verwilst (BEL)      | DNF                       |
| 127                       | Jules Hesters (BEL)       | DNF                       |

| Human Powered Health HPM | Human Powered Health HPM | Human Powered Health HPM |
| ------------------------ | ------------------------ | ------------------------ |
| Nr.                      | Rytter                   | Placering                |
| 131                      | Sasha Weemaes (BEL)      | DNF                      |
| 132                      | Adam de Vos (CAN)        | DNF                      |
| 133                      | August Jensen (NOR)      | 19.                      |
| 136                      | Gijs Van Hoecke (BEL)    | 40.                      |
| 137                      | Matthew Gibson (GBR)     | DNF                      |

| Team Corratec COR | Team Corratec COR         | Team Corratec COR |
| ----------------- | ------------------------- | ----------------- |
| Nr.               | Rytter                    | Placering         |
| 141               | Antonio Barać (CRO)       | DNS               |
| 142               | Charlie Quaterman (GBR)   | DNF               |
| 143               | Nicolas Dalla Valle (ITA) | DNF               |
| 144               | Giulio Masotto (ITA)      | DNF               |
| 145               | Lorenzo Quartucci (ITA)   | DNF               |
| 146               | Etienne van Empel (NED)   | 42.               |
| 147               | Samuele Zambelli (ITA)    | DNF               |

| Q36.5 Pro Cycling Team Q36 | Q36.5 Pro Cycling Team Q36 | Q36.5 Pro Cycling Team Q36 |
| -------------------------- | -------------------------- | -------------------------- |
| Nr.                        | Rytter                     | Placering                  |
| 151                        | Fabio Christen (SUI)       | DNF                        |
| 153                        | Kamil Małecki (POL)        | 81.                        |
| 154                        | Tom Devriendt (BEL)        | 68.                        |
| 155                        | Nicolò Parisini (ITA)      | 75.                        |
| 156                        | Szymon Sajnok (POL)        | 14.                        |
| 157                        | Nickolas Zukowsky (CAN)    | 57.                        |

| Team Novo Nordisk TNN | Team Novo Nordisk TNN | Team Novo Nordisk TNN |
| --------------------- | --------------------- | --------------------- |
| Nr.                   | Rytter                | Placering             |
| 171                   | Joonas Henttala (FIN) | DNF                   |
| 172                   | Declan Irvine (AUS)   | DNF                   |
| 173                   | Matyáš Kopecký (CZE)  | 31.                   |
| 174                   | Péter Kusztor (HUN)   | DNF                   |
| 175                   | Andrea Peron (ITA)    | 16.                   |
| 176                   | Robbe Ceurens (BEL)   | DNF                   |
| 177                   | Logan Phippen (USA)   | DNF                   |

| Tarteletto-Isorex TIS | Tarteletto-Isorex TIS    | Tarteletto-Isorex TIS |
| --------------------- | ------------------------ | --------------------- |
| Nr.                   | Rytter                   | Placering             |
| 181                   | Timothy Dupont (BEL)     | 20.                   |
| 182                   | Torsten Demeyere (BEL)   | DNF                   |
| 183                   | Jonas Geens (BEL)        | DNF                   |
| 184                   | Andreas Goeman (BEL)     | 66.                   |
| 185                   | Thomas Joseph (BEL)      | 27.                   |
| 186                   | Thibau Verhofstadt (BEL) | DNF                   |
| 187                   | Mauro Verwilt (BEL)      | DNF                   |

| TDT-Unibet TDT | TDT-Unibet TDT         | TDT-Unibet TDT |
| -------------- | ---------------------- | -------------- |
| Nr.            | Rytter                 | Placering      |
| 191            | Joren Bloem (NED)      | 25.            |
| 192            | Davide Bomboi (BEL)    | 36.            |
| 193            | Jordy Bouts (BEL)      | DNF            |
| 194            | Martijn Budding (NED)  | 11.            |
| 195            | Tomáš Kopecký (CZE)    | 65.            |
| 196            | Abram Stockman (BEL)   | 39.            |
| 197            | Yentl Vandevelde (BEL) | DNF            |

| VolkerWessels Cycling Team VWE | VolkerWessels Cycling Team VWE  | VolkerWessels Cycling Team VWE |
| ------------------------------ | ------------------------------- | ------------------------------ |
| Nr.                            | Rytter                          | Placering                      |
| 201                            | Jord Baak (NED)                 | DNF                            |
| 202                            | Zak Coleman (GBR)               | 32.                            |
| 203                            | Nick van der Meer (NED)         | 26.                            |
| 204                            | Daan van Sintmaartensdijk (NED) | DNF                            |
| 205                            | Timo de Jong (NED)              | 87.                            |
| 206                            | Coen Vermeltfoort (NED)         | 60.                            |
| 207                            | Thimo Willems (BEL)             | DNF                            |

| UAE Team Emirates UAD | UAE Team Emirates UAD      | UAE Team Emirates UAD |
| --------------------- | -------------------------- | --------------------- |
| Nr.                   | Rytter                     | Placering             |
| 1                     | Pascal Ackermann (GER)     | 2.                    |
| 2                     | Ivo Oliveira (POR)         | 67.                   |
| 3                     | Ryan Gibbons (RSA)         | 56.                   |
| 4                     | Sjoerd Bax (NED)           | 88.                   |
| 5                     | Mikkel Bjerg (DEN)         | 80.                   |
| 6                     | Vegard Stake Laengen (NOR) | 84.                   |
| 7                     | Sebastián Molano (COL)     | 7.                    |

| Soudal Quick-Step SOQ | Soudal Quick-Step SOQ        | Soudal Quick-Step SOQ |
| --------------------- | ---------------------------- | --------------------- |
| Nr.                   | Rytter                       | Placering             |
| 11                    | Tim Merlier (BEL) (landevej) | 22.                   |
| 12                    | Josef Černý (CZE)            | DNF                   |
| 13                    | Jannik Steimle (GER)         | 55.                   |
| 14                    | Martin Svrček (SVK)          | 45.                   |
| 15                    | Bert Van Lerberghe (BEL)     | 35.                   |
| 16                    | Stan Van Tricht (BEL)        | 44.                   |
| 17                    | Ethan Vernon (GBR)           | 33.                   |

| Alpecin-Deceuninck ADC | Alpecin-Deceuninck ADC  | Alpecin-Deceuninck ADC |
| ---------------------- | ----------------------- | ---------------------- |
| Nr.                    | Rytter                  | Placering              |
| 21                     | Ayco Bastiaens (BEL)    | 78.                    |
| 22                     | Lionel Taminiaux (BEL)  | 4.                     |
| 23                     | Jonas Rickaert (BEL)    | 90.                    |
| 24                     | Jakub Mareczko (ITA)    | 5.                     |
| 25                     | Edward Planckaert (BEL) | 73.                    |
| 26                     | Jensen Plowright (AUS)  | 28.                    |
| 27                     | Senne Leysen (BEL)      | DNF                    |

| Intermarché-Circus-Wanty ICW | Intermarché-Circus-Wanty ICW | Intermarché-Circus-Wanty ICW |
| ---------------------------- | ---------------------------- | ---------------------------- |
| Nr.                          | Rytter                       | Placering                    |
| 31                           | Dries De Pooter (BEL)        | 64.                          |
| 32                           | Julius Johansen (DEN)        | 79.                          |
| 33                           | Madis Mihkels (EST)          | DNS                          |
| 34                           | Laurenz Rex (BEL)            | 58.                          |
| 35                           | Baptiste Planckaert (BEL)    | 74.                          |
| 36                           | Gerben Thijssen (BEL)        | 1.                           |
| 37                           | Boy van Poppel (NED)         | 51.                          |

| Arkéa-Samsic ARK | Arkéa-Samsic ARK        | Arkéa-Samsic ARK |
| ---------------- | ----------------------- | ---------------- |
| Nr.              | Rytter                  | Placering        |
| 41               | Hugo Hofstetter (FRA)   | DNF              |
| 42               | Louis Barré (FRA)       | 72.              |
| 43               | Anthony Delaplace (FRA) | 49.              |
| 44               | David Dekker (NED)      | 21.              |
| 45               | Daniel McLay (GBR)      | 50.              |
| 46               | Łukasz Owsian (POL)     | 61.              |
| 47               | Andrij Ponomar (UKR)    | DNF              |

| Trek-Segafredo TFS | Trek-Segafredo TFS             | Trek-Segafredo TFS |
| ------------------ | ------------------------------ | ------------------ |
| Nr.                | Rytter                         | Placering          |
| 51                 | Marc Brustenga (ESP)           | DNF                |
| 52                 | Emīls Liepiņš (LAT) (landevej) | 53.                |
| 53                 | Thibau Nys (BEL)               | 62.                |
| 54                 | Edward Theuns (BEL)            | 10.                |
| 55                 | Mathias Vacek (CZE)            | 52.                |

| Team DSM DSM | Team DSM DSM               | Team DSM DSM |
| ------------ | -------------------------- | ------------ |
| Nr.          | Rytter                     | Placering    |
| 61           | Sam Welsford (AUS)         | 3.           |
| 62           | Tobias Lund Andresen (DEN) | 59.          |
| 63           | Patrick Eddy (AUS)         | 69.          |
| 64           | Leon Heinschke (GER)       | 71.          |
| 65           | Sean Flynn (GBR)           | 8.           |
| 66           | Tim Naberman (NED)         | 47.          |

| Lotto Dstny LTD | Lotto Dstny LTD           | Lotto Dstny LTD |
| --------------- | ------------------------- | --------------- |
| Nr.             | Rytter                    | Placering       |
| 71              | Victor Campenaerts (BEL)  | DNF             |
| 72              | Cedric Beullens (BEL)     | 23.             |
| 73              | Brent Van Moer (BEL)      | 54.             |
| 74              | Michael Schwarzmann (GER) | 70.             |
| 75              | Rüdiger Selig (GER)       | 6.              |
| 76              | Liam Slock (BEL)          | 41.             |
| 77              | Florian Vermeersch (BEL)  | DNF             |

| Uno-X Pro Cycling Team UXT | Uno-X Pro Cycling Team UXT   | Uno-X Pro Cycling Team UXT |
| -------------------------- | ---------------------------- | -------------------------- |
| Nr.                        | Rytter                       | Placering                  |
| 81                         | Fredrik Dversnes (NOR)       | 83.                        |
| 82                         | Stian Fredheim (NOR)         | 38.                        |
| 83                         | Tord Gudmestad (NOR)         | 46.                        |
| 84                         | Kristoffer Halvorsen (NOR)   | 9.                         |
| 85                         | Louis Bendixen (DEN)         | 85.                        |
| 87                         | Martin Bugge Urianstad (NOR) | 86.                        |

| Israel-Premier Tech IPT | Israel-Premier Tech IPT         | Israel-Premier Tech IPT |
| ----------------------- | ------------------------------- | ----------------------- |
| Nr.                     | Rytter                          | Placering               |
| 91                      | Guy Sagiv (ISR)                 | 43.                     |
| 92                      | Itamar Einhorn (ISR) (landevej) | 12.                     |
| 94                      | Riley Pickrell (CAN)            | 63.                     |
| 95                      | Jens Reynders (BEL)             | 37.                     |
| 96                      | Roi Weinberg (ISR)              | DNF                     |
| 97                      | Tom Van Asbroeck (BEL)          | 18.                     |

| TotalEnergies TEN | TotalEnergies TEN          | TotalEnergies TEN |
| ----------------- | -------------------------- | ----------------- |
| Nr.               | Rytter                     | Placering         |
| 101               | Edvald Boasson Hagen (NOR) | 17.               |
| 102               | Émilien Jeannière (FRA)    | 34.               |
| 103               | Lorrenzo Manzin (FRA)      | 82.               |
| 105               | Jason Tesson (FRA)         | DNF               |
| 106               | Dries Van Gestel (BEL)     | DNS               |
| 107               | Mattéo Vercher (FRA)       | 76.               |

| Bingoal WB BWB | Bingoal WB BWB                 | Bingoal WB BWB |
| -------------- | ------------------------------ | -------------- |
| Nr.            | Rytter                         | Placering      |
| 111            | Louis Blouwe (BEL)             | 29.            |
| 112            | Nathan Vandepitte (FRA)        | 13.            |
| 113            | Matteo Malucelli (ITA)         | 15.            |
| 114            | Alexander Salby (DEN)          | DNF            |
| 115            | Luca Van Boven (BEL)           | 30.            |
| 116            | Guillaume Van Keirsbulck (BEL) | DNF            |
| 117            | Karl Patrick Lauk (EST)        | 77.            |

| Team Flanders-Baloise TFB | Team Flanders-Baloise TFB | Team Flanders-Baloise TFB |
| ------------------------- | ------------------------- | ------------------------- |
| Nr.                       | Rytter                    | Placering                 |
| 121                       | Noah Vandenbranden (BEL)  | DNF                       |
| 122                       | Alex Colman (BEL)         | 24.                       |
| 123                       | Ruben Apers (BEL)         | 48.                       |
| 124                       | Tuur Dens (BEL)           | 89.                       |
| 125                       | Milan Fretin (BEL)        | DNF                       |
| 126                       | Aaron Verwilst (BEL)      | DNF                       |
| 127                       | Jules Hesters (BEL)       | DNF                       |

| Human Powered Health HPM | Human Powered Health HPM | Human Powered Health HPM |
| ------------------------ | ------------------------ | ------------------------ |
| Nr.                      | Rytter                   | Placering                |
| 131                      | Sasha Weemaes (BEL)      | DNF                      |
| 132                      | Adam de Vos (CAN)        | DNF                      |
| 133                      | August Jensen (NOR)      | 19.                      |
| 136                      | Gijs Van Hoecke (BEL)    | 40.                      |
| 137                      | Matthew Gibson (GBR)     | DNF                      |

| Team Corratec COR | Team Corratec COR         | Team Corratec COR |
| ----------------- | ------------------------- | ----------------- |
| Nr.               | Rytter                    | Placering         |
| 141               | Antonio Barać (CRO)       | DNS               |
| 142               | Charlie Quaterman (GBR)   | DNF               |
| 143               | Nicolas Dalla Valle (ITA) | DNF               |
| 144               | Giulio Masotto (ITA)      | DNF               |
| 145               | Lorenzo Quartucci (ITA)   | DNF               |
| 146               | Etienne van Empel (NED)   | 42.               |
| 147               | Samuele Zambelli (ITA)    | DNF               |

| Q36.5 Pro Cycling Team Q36 | Q36.5 Pro Cycling Team Q36 | Q36.5 Pro Cycling Team Q36 |
| -------------------------- | -------------------------- | -------------------------- |
| Nr.                        | Rytter                     | Placering                  |
| 151                        | Fabio Christen (SUI)       | DNF                        |
| 153                        | Kamil Małecki (POL)        | 81.                        |
| 154                        | Tom Devriendt (BEL)        | 68.                        |
| 155                        | Nicolò Parisini (ITA)      | 75.                        |
| 156                        | Szymon Sajnok (POL)        | 14.                        |
| 157                        | Nickolas Zukowsky (CAN)    | 57.                        |

| Team Novo Nordisk TNN | Team Novo Nordisk TNN | Team Novo Nordisk TNN |
| --------------------- | --------------------- | --------------------- |
| Nr.                   | Rytter                | Placering             |
| 171                   | Joonas Henttala (FIN) | DNF                   |
| 172                   | Declan Irvine (AUS)   | DNF                   |
| 173                   | Matyáš Kopecký (CZE)  | 31.                   |
| 174                   | Péter Kusztor (HUN)   | DNF                   |
| 175                   | Andrea Peron (ITA)    | 16.                   |
| 176                   | Robbe Ceurens (BEL)   | DNF                   |
| 177                   | Logan Phippen (USA)   | DNF                   |

| Tarteletto-Isorex TIS | Tarteletto-Isorex TIS    | Tarteletto-Isorex TIS |
| --------------------- | ------------------------ | --------------------- |
| Nr.                   | Rytter                   | Placering             |
| 181                   | Timothy Dupont (BEL)     | 20.                   |
| 182                   | Torsten Demeyere (BEL)   | DNF                   |
| 183                   | Jonas Geens (BEL)        | DNF                   |
| 184                   | Andreas Goeman (BEL)     | 66.                   |
| 185                   | Thomas Joseph (BEL)      | 27.                   |
| 186                   | Thibau Verhofstadt (BEL) | DNF                   |
| 187                   | Mauro Verwilt (BEL)      | DNF                   |

| TDT-Unibet TDT | TDT-Unibet TDT         | TDT-Unibet TDT |
| -------------- | ---------------------- | -------------- |
| Nr.            | Rytter                 | Placering      |
| 191            | Joren Bloem (NED)      | 25.            |
| 192            | Davide Bomboi (BEL)    | 36.            |
| 193            | Jordy Bouts (BEL)      | DNF            |
| 194            | Martijn Budding (NED)  | 11.            |
| 195            | Tomáš Kopecký (CZE)    | 65.            |
| 196            | Abram Stockman (BEL)   | 39.            |
| 197            | Yentl Vandevelde (BEL) | DNF            |

| VolkerWessels Cycling Team VWE | VolkerWessels Cycling Team VWE  | VolkerWessels Cycling Team VWE |
| ------------------------------ | ------------------------------- | ------------------------------ |
| Nr.                            | Rytter                          | Placering                      |
| 201                            | Jord Baak (NED)                 | DNF                            |
| 202                            | Zak Coleman (GBR)               | 32.                            |
| 203                            | Nick van der Meer (NED)         | 26.                            |
| 204                            | Daan van Sintmaartensdijk (NED) | DNF                            |
| 205                            | Timo de Jong (NED)              | 87.                            |
| 206                            | Coen Vermeltfoort (NED)         | 60.                            |
| 207                            | Thimo Willems (BEL)             | DNF                            |